# 德福 (正白旗伊爾根覺羅氏)
德福（穆麟德轉寫：defu，？—1782年），嘉穆湖地方伊爾根覺羅氏，滿洲正白旗人，清朝政治人物、清朝刑部尚書。
曾任倉場侍郎。乾隆四十二年十月戊戌，接替英廉，擔任清朝刑部尚書，后去世，諡勤肅。由喀寧阿接任。
父瞻塔海，给事中，先世貝浑巴颜，貝浑巴颜之女为努尔哈赤庶妃，生子巴布泰、巴布海，子榮柱，曾任河南巡抚，盛京工部侍郎，孫奇明，曾任直隶热河道，曾孙女嫁广东布政使容海为妻，他们的女儿则是道光帝常妃。